# Província de Targòvixte
La província de Targovixte (en búlgar: Област Търговище) és una província del centre de Bulgària. La principal ciutat és Targòvixte. Altres ciutats són Popovo, Opaka i Omurtag
Quant a la població, el 55,4% són búlgars, el 35,9% Turcs i 7,2% són gitanos. Pel que fa a la religió, el 54,9% són cristians i el 42,7% musulmans.